# Anatoli Loukianov
Pour les articles homonymes, voir Loukianov.
Anatoli Ivanovitch Loukianov (en russe : Анатолий Иванович Лукьянов) est un homme politique soviétique puis russe né le 7 mai 1930 à Smolensk (Russie, ex-URSS) et mort le 9 janvier 2019 à Moscou (Russie).

## Biographie
Loukyanov est né à Smolensk le 7 mai 1930. Il était le fils d'un officier de l'armée rouge tué au combat pendant la Seconde Guerre mondiale.
Avocat de formation, Anatoli Loukianov entre au service de l'Union soviétique au milieu des années 1950 et effectue la plus grande partie de carrière au sein du Præsidium du Soviet suprême. 
Au cours de ses années à la faculté de droit, il s’est lié d’amitié avec Mikhail Gorbatchev, qui y étudiait également à l’époque, devenant ainsi un allié politique précoce. Il a ensuite obtenu un diplôme de troisième cycle en droit constitutionnel et un doctorat en droit public.
Dans les derniers mois de l'URSS, il est nommé président du Soviet suprême et soutient le coup d'État destiné à renverser Mikhail Gorbatchev en août 1991, ce qui lui vaut quelques mois d'emprisonnement. 
Il est député du KPRF de 1993 à 2003.

## Distinctions
- 1960 : ordre du Drapeau rouge du Travail[2]
- 1970 : ordre de la Révolution d'Octobre[2]